# Новая Деревня (Приозерский район)
Новая Деревня (до 1948 года Уусикюля, фин. Uusikylä) — посёлок в Ромашкинском сельском поселении Приозерского района Ленинградской области.

## Название
В переводе с финского топоним Уусикюля означает «Новая деревня».
Зимой 1948 года деревне Уусикюля присвоили переводное наименование Новая Деревня. Переименование было закреплено указом Президиума ВС РСФСР от 13 января 1949 года.

## История
- Деревня Ушкуля на русской карте 1745 года

- Деревня Уусикюля на финской карте 1923 года

До 1939 года деревня Уусикюля входила в состав волости Вуоксела Выборгской губернии Финляндской республики.
С 1 января 1940 года в составе Карело-Финской ССР.
С 1 августа 1941 года по 31 июля 1944 года финская оккупация.
С 1 ноября 1944 года в составе Кексгольмского района.
С 1 октября 1948 года в составе Мельниковского сельсовета Приозерского района.
С 1 января 1949 года учитывается как деревня Новая Деревня. В ходе укрупнения хозяйства к деревне были присоединены соседние селения Вентиля, Хярькякорпи, Юнкка, Куйсма, Алхола и Вуоксела.
С 1 февраля 1963 года — в составе Выборгского района.
С 1 января 1965 года — вновь в составе Приозерского района.
По данным 1966 года посёлок Новая Деревня входил в состав Мельниковского сельсовета
По данным 1973 года посёлок Новая Деревня входил в состав Красноармейского сельсовета.
По данным 1990 года посёлок Новая Деревня входил в состав Ромашкинского сельсовета.
В 1997 году в посёлке Новая Деревня Ромашкинской волости проживали 136 человек, в 2002 году 135 человек (русские — 80 %).
В 2007 году в посёлке Новая Деревня Ромашкинского СП проживали 132 человека, в 2010 году — 152 человека.

## География
Посёлок расположен в западной части района на автодороге 41К-262 (Сапёрное — Мельниково).
Расстояние до административного центра поселения — 18 км.
Расстояние до ближайшей железнодорожной станции Мюллюпельто — 56 км.
Посёлок находится к северу от левого берега реки Вуокса.

## Демография
| 2007 | 2010 | 2017 |
| ---- | ---- | ---- |
| 132  | ↗152 | ↗154 |

## Достопримечательности
- Мемориал Пять штыков, посвящённый подвигу воинов Красной армии, проявленному в тяжёлых боях при форсировании реки Вуоксы и захвате плацдарма на её левом берегу частями 23-й армии Ленинградского фронта в ходе Выборгской наступательной операции лета 1944 года. Находится в 10 км к северо-западу от посёлка Новая Деревня близ левого, северо-восточного берега реки Вуоксы.

## Улицы
Вольная, Журавлиная, Заповедная, Камышовая, Прилесная, Пулковская, Сосновая, Тенистая, урочище Балаханово, Центральная.